# 科林斯公園 (特拉華州)
科林斯公園（英語：Collins Park）是位於美國特拉華州紐卡斯爾縣的一個非建制地區。該地的面積和人口皆未知。

## 地理
科林斯公園的座標為39°41′10″N 75°33′23″W / 39.68611°N 75.55639°W，而該地的平均海拔高度為9米（即30英尺）。